# Metro Ligero de Mirandela
El Metropolitano Ligero de Mirandela fue una empresa creada por la Cámara Municipal de Mirandela para transporte colectivo de pasajeros en medio ferroviario ligero de superficie. El grupo societario estaba constituido por la Cámara Municipal de Mirandela (90%) y por la CP (10%).

## Historia
La creación del Metro de Mirandela ocurrió en 1995, ratificado en el Decreto de ley nº24/95 del 8 de febrero, y surgió en respuesta a un conjunto de «medidas de racionalización de las líneas de baja demanda» que CP pone en práctica desde el inicio de la década de 1990, en este caso, con la amputación de la línea del Túa, que antes unía la Línea del Duero (en la estación de Túa) a Braganza, y que en 1990 vio cerrado el tramo entre esta ciudad y Mirandela.
A partir del 28 de junio de 1995, la nueva empresa pasó a explotar el tramo entre Mirandela y Carvalhais, en el cual creó más paradas (Mirandela-Piaget, Tarana, Jacques Delors y Jean Monet). Por concesión de la CP, esta empresa pasó a asegurar también, desde el 21 de octubre de 2001, el servicio en el resto del tramo activo de la línea del Túa (de Túa a Mirandela).
El 12 de febrero de 2007, cerca del apeadero de Castanheiro, el automotor Bruxelas sufrió un grave accidente, en el cual murieron 3 personas, y otras 2 quedaron heridas. El automotor pasaría a ser desmantelado, suprimiendolo de la flota.
El 22 de agosto de 2008, otro grave accidente causa la muerte de una persona e hiriendo a otras 43. A partir de este día la circulación fue interrumpida entre la estación de Cachão y la de Túa.
En diciembre de 2011 se firma un protocolo de entendimiento entre las autoridades de Túa, Mirandela, Vila Flor, Carrazeda de Ansiães, Alijó y Murça, con la dirección de CP y Refer, para continuar con la conexión entre Mirandela y Cachão, la cual años antes se había planteado su cierre por bajos ingresos.
En julio de 2012 CP dejó de financiar la flota que se contrató en 2008 como reemplazo de emergencia al enlace del Metro Mirandela entre la Cachão y Túa, y en consecuencia dejaron de circular a partir de ese día.  La suspensión del servicio se debió a que CP dejó de ser responsable de la Línea Tua, ya que fue oficialmente desactivada, quedando fuera de la Red Nacional de Ferrocarriles. 
El 3 de enero de 2013 se informó que el tren ligero Mirandela se podría suprimir. António Branco, alcalde de Mirandela y también propietario del tren ligero en Mirandela. 
El 14 de diciembre de 2018 se suspendieron los servicios ferroviarios de la Línea del Tua, para permitir las obras en la línea y la reparación de los vagones, que pasarán a formar parte del Plan de Movilidad Tua. El plan prevé el cierre del tramo Mirandela-Carvalhais.

## Red

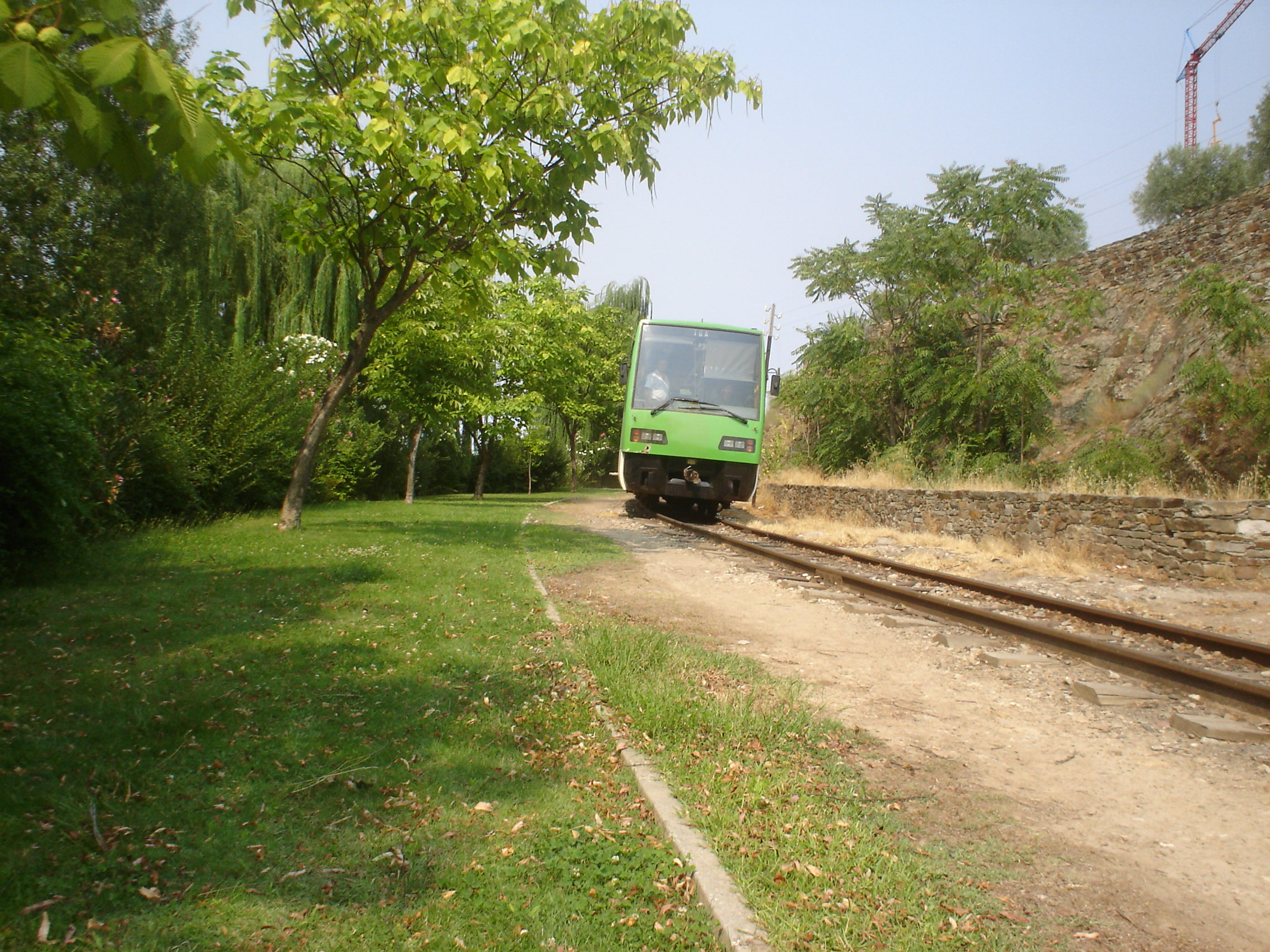
Línea Túa en Mirandela, Portugal.

Inicialmente, el Metro de Mirandela pretendía explotar los 16 km de la Línea Tua que va desde la estación de Carvalhais reabriendo así el tramo de 4 km de Mirandela a Carvalhais, cerrado el 15 de diciembre de 1991 supuestamente por razones de seguridad - hasta la estación. Cachão, que es la última estación al sur del municipio de Mirandela.
Sin embargo, solo se consiguió operar en los 4 km de vía entre Mirandela y Carvalhais, ya que el resto de la Línea del Túa es propiedad de REFER y operada por Comboios de Portugal.

## Flota

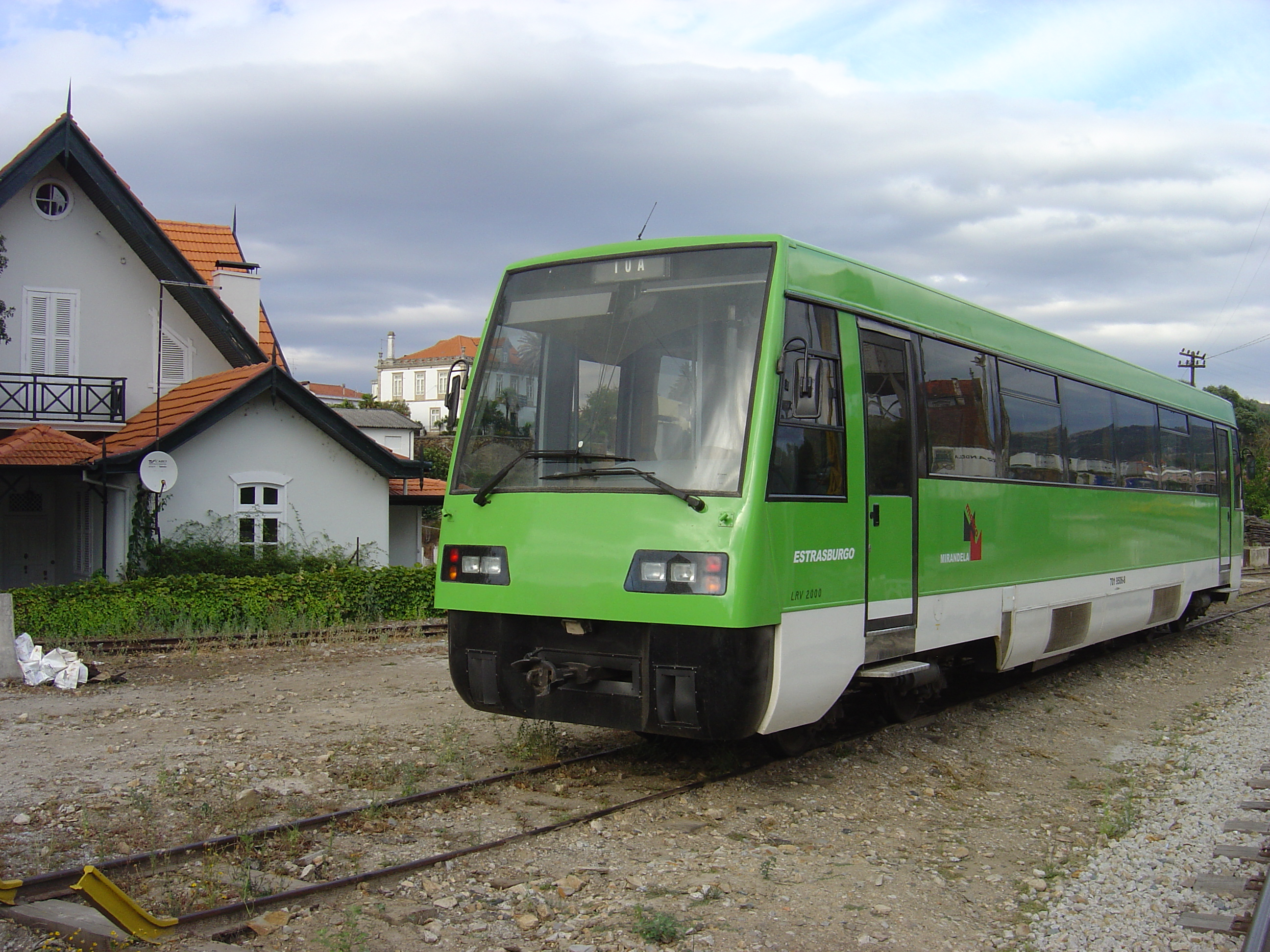
Automotor del Metropolitano de Mirandela.

La flota del Metro de Mirandela estuvo compuesta por automotores LRV 2000, adquiridos a la CP (CP Serie 9500) — descendientes de las Xepas, compradas a la antigua Yugoslavia, y que después sirvieron en las líneas del Corgo y del Túa, fueron adscritas a las oficinas ferroviarias de Guifões.
Inicialmente eran cuatro automotores, que fueron pintados de verde (los adscritos a la CP son rojas) y bautizadas con nombres de ciudades europeas: Bruselas, Lisboa, Estrasburgo y París.